# نارساك
نارساك (بالجرينلاندية: Narsaq)، هي مدينة تابعة لبلدية كوياليك جنوب جرينلاند التابعة لمملكة الدنمارك.

## الاقتصاد

### الصيد
الصيد هو الدعامة الأساسية لاقتصاد نارساك المحلي. المضايق البحرية بساحل المدينة ملئية بالعديد من الكائنات الحية الممكن صيدها والاستفادة منها، مثل الحيتان وسمك السلمون والفقمات.

### رعي الغنم
رعي الغنم في نارساك عمل فريد من نوعه لعموم جرينلاند، فمن السهل العثور على مزارع في السهول شمال المدينة والتي تعني بتربية الأغنام بجانب بعض الزراعة. فمن أصل 53 مزرعة مسجلة في جرينلاند؛ توجد في نارساك 31 مزرعة وذلك لإنتاج اللحوم للاستهلاك المحلي. وسلخانة نارساك مملوكة بالكامل لشركة جرينلاند للتجارة، وهو المسلخ الوحيد في جرينلاند.

### السياحة
شهد جنوب جرينلاند انخفاض في الإيرادات السياحية في السنوات الأخيرة، ولكن السياحة لا تزال تدعم نسبة كبيرة من القوى العاملة بنارساك. توجد عدة أنشطة سياحية شعبية بالمدينة مثل المشي لمسافات طويلة وصيد الأسماك وجمع المعادن النادرة وأخذ رحلات بالقوارب إلى الغطاء الجليدي.

## النقل

### نقل جوي
مهبط نارساك للمروحيات يعمل على مدار السنة، ويربط نارساك بكاكورتوك على شاطئ بحر لبرادور، وبالتالي مع خط أومياك القطبي الشمالي في المواسم التي لا تعمل في نارساك. يوجد خط مباشر بين المهبط ومطار نارسارسواك، وبشكل غير مباشر مع بقية جرينلاند وأوروبا.

### نقل بحري
يُعد ميناء نارساك ميناء ساحلية طبيعية ذو عمق حاد داخل اليابس. في فصل الصيف يعمل ترسي العبارة سارفاك إتوك التابعة لخط أومياك القطبي الشمالي في ميناء نارساك. الميناء يمكنه استيعاب السفن الكبيرة التي تعمل في أعالي البحار بسبب عمق خليج الميناء بشكل كبير داخل اليابس. أن تستوعب السفن العاملة في أعالي البحار بسبب عمق حاد من الشاطئ. هيئة الميناء تديرها شركة الخط الملكي القطبي الشمالي.

### نقل بري
على عكس بقية مدن وبلدات جرينلاند؛ تمتلك نارساك أوسع شبكة طرق مُعبَّدة وطرق ترابية ومدقات تبلغ مجموع أطوالها أكثر من 120 كيلومتر، والتي تتطلب تكلفة حوالي 500,000 كرونة دنماركية لصيانتها سنوياً.

## السكان
بلغ عدد سكان نارساك 1,503 نسمة عام 2013، وبذلك تعد ثاني أكبر مدن وبلدات بلدية كوياليك من حيث عدد السكان. وقد شهدت البلدة إنخفاضاً في عدد سكانها، فقد فقدت أكثر من 17% من سكانها خلال العقد الأخير من القرن العشرين. معظم مدن وبلدات جنوب جرينلاند معرضة للنمو السلبي السكاني بشكل سريع خلال العقدين الماضيين بسبب هجرة السكان.

## توأمة
مدينة نارساك لديها علاقات توأمة مع:
- بلدية جلادساكس [الإنجليزية]، الدنمارك
- فيغو، إسبانيا